# Sarry (Yonne)
Sarry je francouzská obec v departementu Yonne, v regionu Burgundsko-Franche-Comté. V roce 2008 zde žilo 173 obyvatel.